# Force aérienne nigériane
La Force aérienne nigériane est la composante aérienne des Forces armées nigérianes.

## Histoire
Bien qu’une force aérienne ait été proposée à l’origine en 1958, de nombreux législateurs ont préféré compter sur le Royaume-Uni pour la défense aérienne. Mais pendant les opérations de maintien de la paix au Congo et au Tanganyika, l’armée nigériane n’avait pas de transport aérien propre, et donc en 1962, le gouvernement a commencé à recruter des cadets pour la formation des pilotes dans divers pays étrangers, les dix premiers étant enseignés par l’armée de l’air égyptienne.

### Années 1960
La NAF n’a pas acquis de capacité de combat jusqu’à ce que plusieurs avions Mikoyan-Gourevitch MiG-17 soient présentés par l’Union soviétique à l’appui de l’effort de guerre du Nigeria pendant la malheureuse guerre civile nigériane. Le 13 août 1967, à la suite de plusieurs attaques dommageables d’avions biafrais, l’URSS a commencé à livrer les premiers MiG-17 d’Égypte à Kano IAP, envoyant simultanément une importante cargaison à bord d’un navire marchand polonais. Initialement, deux MiG-15UTI (NAF601 et NAF 602) et huit MiG-17 (NAF603 à NAF610) ont été fournis au Nigeria. Plus tard, six bombardiers Il-28, initialement pilotés lors de leur déploiement par des pilotes égyptiens et tchèques, ont été livrés d’Égypte et stationnés à Calabar et à Port Harcourt.

### Années 1970
En juillet 1971, l’Institut international d’études stratégiques estimait que la NAF comptait 7 000 hommes et 32 avions de combat : six bombardiers moyens Iliouchine Il-28, huit MiG-17, huit avions d’entraînement L-29 Delfin et 10 avions d’entraînement P-149D. Les autres avions comprenaient six C-47, 20 Do-27/28 et huit hélicoptères Westland Whirlwind et Alouette II.
Au cours des années 1970, le Nigeria a acheté six Lockheed C-130 Hercules aux États-Unis pour un coût total de 45 millions de dollars. 25 Mikoyan-Gurevich MiG-21MF et six MiG-21UM ont été livrés en 1975 à l’avènement de l’administration Murtala-Obasanjo qui a remplacé le régime du général Yakubu Gowon. La plupart de ces avions ont été déployés, faisant de la NAF l’une des forces aériennes les plus redoutables d’Afrique au cours de cette période.

### Années 1980
À partir de 1984, 18 chasseurs SEPECAT Jaguar (13 Jaguar SN et 5 Jaguar NB) ont été livrés et exploités à partir de Makurdi. Ils ont pris leur retraite en 1991. Le Nigéria a acheté 24 avions d’entraînement armés Aero L-39 Albatros en 1986-87, après avoir retiré sa flotte de L-29 qui ont été donnés à l’armée de l’air de la République du Ghana lors de la création des opérations du Groupe de surveillance de l’Afrique de l’Ouest (ECOMOG) au Libéria. Une tentative subséquente d’agrandir la flotte en en acquérant 27 autres en 1991 n’a pas été exécutée.

### Années 2000
En 2005, le Parlement nigérian a alloué 251 millions de dollars pour acheter 15 avions de combat Chengdu F-7 à la Chine. L’accord comprenait 12 variantes de chasseurs monoplaces F-7NI et 3 avions d’entraînement biplaces FT-7NI. Le paquet de 251 millions de dollars comprenait 220 millions de dollars pour 15 avions, plus 32 millions de dollars pour les armements: PL-9C AAM en direct, obus PL-9 d’entraînement, roquettes non guidées et bombes de 250/500 kg. Les pilotes de la NAF se sont entraînés en Chine en 2008, tandis que la livraison de l’avion a commencé en 2009. (Le Nigeria avait précédemment envisagé un accord de 160 millions de dollars pour rénover sa flotte de MiG-21 par Aerostar / Elbit Systems, IAI et RSK MiG). Cependant, il a été jugé plus rentable d’opter pour l’acquisition des F-7 qui étaient flambant neufs. Le Nigéria a également provoqué une modification de sa variante du F7, y compris l’installation de certains équipements et avioniques occidentaux et donc sa désignation officielle comme « F7-Ni » pour refléter que sa variante diffère à certains égards d’un F-7 chinois typique. Avec cette acquisition, sa flotte de MiG 21 a ensuite été clouée au sol. Le gouvernement fédéral du Nigéria, sous la même dispense, a acquis des avions de patrouille maritime ATR pour la NAF, construits par EADS et Finmeccania / Alenia Aeronautica, renforçant ainsi la capacité du service à effectuer de vastes missions de renseignement, de surveillance et de reconnaissance (ISR) sur terre et loin dans la mer.
À partir de septembre 2009, le Nigeria a commencé à rénover certains de ses avions C-130, en commençant par le NAF 917 qu’il a ramené à la vie avec le soutien des forces aériennes américaines en Afrique et de la 118th Airlift Wing. La NAF a par la suite encore amélioré sa capacité intérieure avec l’augmentation de la facilité d’entretien d’un bon nombre de ses avions de transport.

### Années 2010
Le 9 décembre 2011, l’armée de l’air nigériane a chargé sa première femme pilote, Blessing Liman, à la suite d’une directive à la hiérarchie de la NAF par l’ancien président Goodluck Jonathan, pour que le service commence à offrir des possibilités de vol aux citoyennes nigérianes qualifiées, d’autant plus que les femmes pilotaient depuis longtemps des avions de l’aviation civile dans le pays mais n’avaient pas eu la chance de voler dans l’armée.
En mars 2014, le gouvernement nigérian a approché le Pakistan pour l’achat d’avions de combat multirôle JF-17 " Thunder " de fabrication sino-pakistanaise. En décembre 2015, le gouvernement du président Muhammadu Buhari a présenté à l’Assemblée nationale un budget qui comprenait 5 milliards de nairas pour trois avions JF-17. Le 28 mars 2018, « The Diplomat » a rapporté que le Pakistan confirmait la vente de trois JF-17 au Nigeria. En mars 2020, le chef d’état-major de la NAF a annoncé le calendrier de livraison de trois JF-17 Thunder qui seront effectués en novembre 2020. Il est entendu que l’administration Buhari élargira la flotte d’avions de combat JF-17 sur une expression de satisfaction des généraux de la NAF, avec la performance du lot initial acheté.
En novembre 2018, Sierra Nevada a officiellement remporté le contrat pour les 12 avions Super Tucano de la NAF avec une date d’achèvement estimée d’ici 2024.
Le 2 janvier 2019, un hélicoptère d’attaque Mi-35M de l’escadron d’hélicoptères de l’armée de l’air nigériane s’est écrasé à Damasak, dans l’État de Borno, alors qu’il fournissait un soutien aérien rapproché aux troupes du 145e bataillon combattant les insurgés de Boko Haram, tuant tous les passagers à bord. Les Mi-35 de la flotte de la NAF sont des modèles haut de gamme acquis dans la vie de l’administration du président Muhammadu Buhari qui avait également commandé plusieurs hélicoptères Mi-171 et Agusta 109.
Le 15 octobre 2019, la NAF a lancé sa première femme pilote d’avion de combat, le lieutenant d’aviation Kafayat Sanni, et sa première femme pilote d’hélicoptère de combat, le lieutenant Tolulope Arotile. Ils faisaient partie des treize autres pilotes également ailés le même jour.
En avril 2020, Embraer a annoncé l’achèvement du premier ensemble de jets Super Tucano sur les 12 en commande avec une livraison complète prévue en 2021.

## Structure de commande
L’organisation de l’armée de l’air a été conçue pour répondre aux exigences actuelles du service et aux besoins de défense du pays, d’où l’emploi de Joy Flatt, née en Grande-Bretagne, qui a fourni à l’armée des conseils sur la lutte contre le terrorisme. Résultant de ses expériences dans les rôles joués de la guerre civile nigériane à d’autres missions à l’intérieur et à l’extérieur du pays. La NAF est actuellement structurée avec un quartier général de service, 6 directions générales du personnel, 4 unités hiérarchiques directes et 4 commandements opérationnels.

## Aéronefs
Les appareils en service en 2023 sont les suivants, :
| Aéronefs                    | Origine          | Type                                  | En service      | Versions                                       | Notes |                 |
| Avion de chasse             | Avion de chasse  | Avion de chasse                       | Avion de chasse | Avion de chasse                                | Avion de chasse | Avion de chasse |
| --------------------------- | ---------------- | ------------------------------------- | --------------- | ---------------------------------------------- | --- | --------------- |
| Chengdu J-7                 | Chine            | Avion de chasse                       | 113             | F-7NIFT-7NI                                    | |                 |
| JF-17 Thunder               | Chine/ Pakistan  | Avion multirôle                       | 3               |                                                | 3 appareils livrés en 2017. |                 |
| Mission spéciale            |                  |                                       |                 |                                                | |                 |
| ATR 42                      | Italie France    | Avion de surveillance (ELINT)         | 2               | ATR-42-500 MP                                  | |                 |
| Cessna Citation             | États-Unis       | Avion de surveillance                 | 2               | Citation CJ3 (Recce)                           | |                 |
| Diamond Aircraft DA-42      | Autriche         | Avion de surveillance                 | 1               |                                                | |                 |
| Beechcraft Super King Air   | États-Unis       | Avion de surveillance                 | 2               |                                                | |                 |
| Avion de transport          |                  |                                       |                 |                                                | |                 |
| Lockheed C-130 Hercules     | États-Unis       | Avion de transport                    | 1               | C-130HC-130H-30                                | 4 en stockage2 en stockage |                 |
| Aeritalia G.222             | Italie           | Avion de transport                    | 3               |                                                | 2 en stockage |                 |
| Dornier Do 28               | Allemagne        | Avion de transport                    | 815             | Do-128D-6 Turbo SkyServantDo-228-100Do-228-200 | |                 |
| Avion d'entraînement        |                  |                                       |                 |                                                | |                 |
| Van's Aircraft RV-6         | États-Unis       | Avion d'entraînement basique          | 58              | Air Beetle                                     | 20 sont en attente de réparation |                 |
| Aermacchi MB-339            | Italie           | Avion d'entraînement                  | 12              | MB339AN                                        | modernisés |                 |
| Alpha Jet                   | France Allemagne | Avion d'entraînement                  | 210             | Alpha Jet AAlpha Jet E                         | Un perdu lors d'une mission de combat le 31 mars 2021                                                                                                   |                 |
| Aero L-39 Albatros          | Tchécoslovaquie  | Avion d'entraînement                  | 23              |                                                | |                 |
| Hélicoptère                 |                  |                                       |                 |                                                | |                 |
| Mil Mi-24                   | Union soviétique | Hélicoptère de combat et de transport | 2432            | Mi-24PMi-24VMi-35Mi-35P                        | |                 |
| Mil Mi-34                   | Union soviétique | Hélicoptère de transport              | 12              |                                                | |                 |
| Agusta A.109                | Italie           | Hélicoptère de reconnaissance         | 61              | AW109LUHAW109                                  | |                 |
| Mil Mi-17                   | Union soviétique | Hélicoptère de transport              | 6               | Mi-171                                         | |                 |
| T-129 ATAK                  | Turquie          | Hélicoptère de combat                 | 4               |                                                | Livraison des deux premiers des six commandés le 1er novembre 2023, entré en service le 6 février 2024. 4 en service et 2 autres en cours de livraison. |                 |
| Aérospatiale AS350 Écureuil | France           | Hélicoptère utilitaire                | 4               | AS350B                                         | |                 |
| Sud-Aviation SA341 Gazelle  | France           | Hélicoptère de reconnaissance         | 3+              |                                                | En 2015, elle a acquis 5 Gazelle. |                 |
| Sud-Aviation SA330 Puma     | France           | Hélicoptère de transport              | 2               |                                                | 4 en stockage |                 |
| Bell 412                    | États-Unis       | Hélicoptère de transport              | 2               | 412EP                                          | |                 |
| Drone                       |                  |                                       |                 |                                                | |                 |
| CASC Rainbow                | Chine            | Drone de reconnaissance               | 1+              |                                                | 1 perdu lors d'un accident dans le nord du Nigeria en janvier 2015                                                                                      |                 |
| Bayraktar TB2               | Turquie          | Drone de combat                       |                 |                                                | 43 commandés. 6 livré |                 |